# 山北バイパス

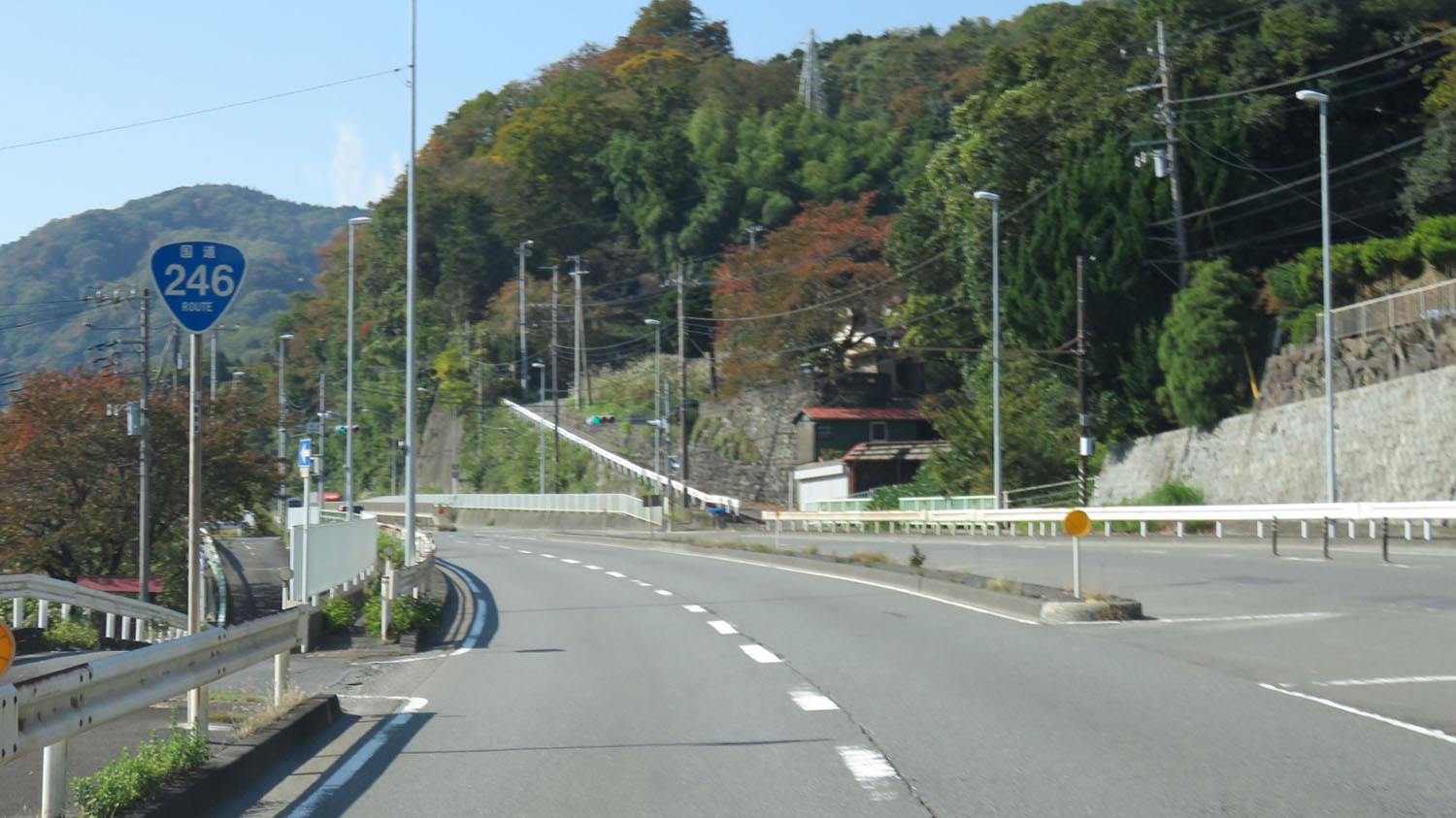
山北バイパス
神奈川県足柄上郡山北町川西

山北バイパス（やまきたバイパス）は、神奈川県足柄上郡山北町山北より同町向原へ至る、国道246号バイパスである。

## 概要
旧国道246号は幅員が不十分なため慢性的に渋滞する上、見通しが悪く、事故が頻発していた。また、連続雨量150mm以上のときに通行止めとなるため、バイパスが必要とされていた。そこで山北バイパスが計画され、1976年に工事を着工し、2012年に全線開通した。

### 路線データ
- 路線名 : 国道246号
- 起点 : 神奈川県足柄上郡山北町山北
- 終点 : 神奈川県足柄上郡山北町向原
- 道路規格 第3種第2級
- 設計速度 60km/h
- 距離 5.6km
- 車線数 4車線（暫定2車線）

## 歴史
- 1976年 諸渕地区で工事着工。
- 1979年 諸渕地区で4車線供用開始。
- 1980年 谷峨地区（新鞠子橋交差点〜谷峨駅入口交差点）で工事着工。
- 1983年 瀬戸地区の樋口橋〜鞠子橋間の測量着手。
- 1986年 向原地区の事業化。
- 1987年 谷峨地区で暫定2車線で供用開始。
- 1989年 瀬戸地区（樋口橋交差点〜新鞠子橋交差点）で工事着工。
- 1995年 向原地区の用地買収着手。
- 1996年 向原地区で工事着工。
- 2003年 瀬戸地区暫定2車線で供用開始。
- 2012年 向原地区暫定2車線で供用開始。これにより山北バイパスが全線開通。

### 交通量
2010年度道路交通センサスより、24時間交通量
- 山北町川西 18,966

### 点検による通行止め
- 山北バイパスは毎年10月〜11月ごろに、集中点検工事による夜間通行止めが行われる。通行止めの際は県道76号に迂回する措置が取られている。